# Batoe-eilanden
De Batoe-eilanden (Kepulauan Batu) zijn een eilandengroep aan de westkust van Sumatra die een onderdeel vormt van de Indonesische provincie Noord-Sumatra.
Ze vormen een schakel in een eilandenketen waar de evenaar door loopt tussen 5° NB en 4° ZB. De eilandengroep ligt tussen het eiland Nias in het noorden en het eiland Siberut (Mentawai-eilanden) in het zuiden.
De Batoe-eilanden hebben een gezamenlijke oppervlakte van 1154 km² en bestaan uit 48 kleine eilanden waarvan er ongeveer 20 bewoond zijn. Tot de laatste behoren de drie grootste eilanden:
- Pini met een oppervlakte van 312,7 km² en een maximale hoogte van 82 m.
- Tanahmasa met een oppervlakte van 344,3 km² en een maximale hoogte van 204 m
- Tanahbala met een oppervlakte van 467,6 km² en een maximale hoogte van 302 m

Traditioneel heeft de bevolking van deze eilanden veel contacten met Nias, waarvan ze de taal (het Nias) gemeen hebben.
De 10.500 inwoners zijn -etnische gezien- merendeels Maleiers. Het bestuurlijke centrum ligt op het eiland Pulau Telo.

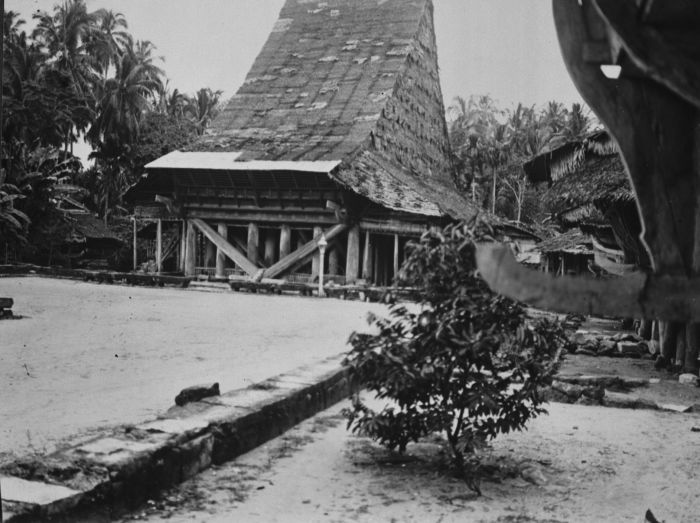
Raadhuis in op het eiland Pulau Telo (1922)
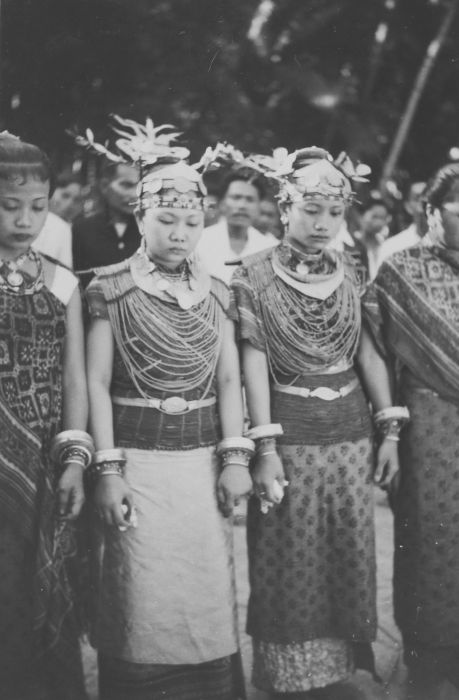
De bruid met haar bruidsmeisje en andere vrouwen aan het begin van een maluaya dans tijdens een bruiloft in Baroejoelasara op de Batoe-eilanden (1938)
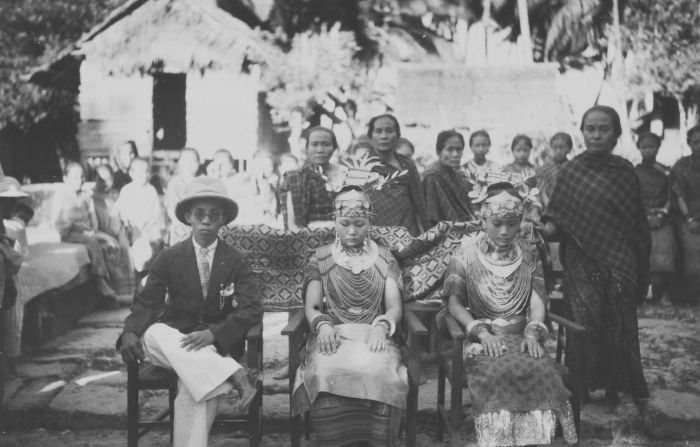
Bruidegom bruid bruidsmeisje en bevolking op het dorpsplein tijdens een bruiloft in Baroejoelasara op de Batoe-eilanden (1938)
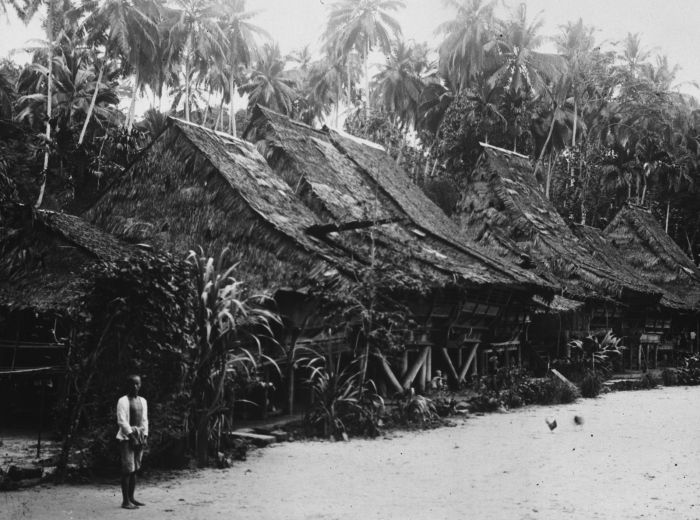
Woonhuizen in een dorp op Pulau Telo (1922)

Stadsgemeenten: Binjai · Gunung Sitoli · Medan · Pematang Siantar · Tanjung Balai · Tebing Tinggi · Padang Sidempuan · Sibolga

Regentschappen: Asahan · Batu Bara · Dairi · Deli Serdang · Humbang Hasundutan · Karo · Labuhan Batu · Labuhanbatu Selatan · Labuhanbatu Utara · Langkat · Mandailing Natal · Nias · Nias Barat · Nias Selatan · Nias Utara · Padang Lawas · Padang Lawas Utara · Pakpak Bharat · Samosir · Serdang Bedagai · Simalungun · Tapanuli Selatan · Tapanuli Tengah · Tapanuli Utara · Toba Samosir